# Черна (Тіміш)
Черна (рум. Cerna) — село у повіті Тіміш в Румунії. Входить до складу комуни Ліблінг.
Село розташоване на відстані 389 км на захід від Бухареста, 25 км на південний схід від Тімішоари.

## Населення
За даними перепису населення 2002 року у селі проживали 305 осіб. Рідною мовою 304 особи (99,7%) назвали румунську.
Національний склад населення села:
| Національність | Кількість осіб | Відсоток |
| -------------- | -------------- | -------- |
| румуни         | 286            | 93,8%    |
| цигани         | 18             | 5,9%     |